# Prefontaine Classic 2018
Prefontaine Classic 2018 byl lehkoatletický mítink, který se konal 26. května 2018 v americkém městě Eugene. Byl součástí série mítinků Diamantová liga.

## Výsledky

### Muži
| Disciplína             | 1. místo                 | 2. místo                  | 3. místo                 |
| Běh na 200 m           | Noah Lyles 19,69         | Jereem Richards 20,05     | Aaron Brown 20,07        |
| Běh na 110 m překážek  | Omar McLeod 13,01        | Sergej Šubenkov 13,08     | Devon Allen 13,13        |
| Běh na 3000 m překážek | Benjamin Kigen 8:09,07   | Conseslus Kipruto 8:11,71 | Evan Jager 8:11,71       |
| Skok vysoký            | Mutaz Essa Baršim 236 cm | Danil Lysenko 232 cm      | Wang Yu 232 cm           |
| Trojskok               | Christian Taylor 17,73 m | Will Claye 17,46 m        | Almir dos Santos 17,35 m |
| Vrh koulí              | Ryan Crouser 22,53 m     | Michał Haratyk 21,97 m    | Darlan Romani 21,95 m    |
| Hod oštěpem            | Thomas Röhler 89,88 m    | Johannes Vetter 89,34 m   | Andreas Hofmann 86,45 m  |

### Ženy
| Disciplína            | 1. místo                        | 2. místo                     | 3. místo                         |
| Běh na 100 m          | Marie-Josée Ta Lou 10,88        | Murielle Ahouréová 10,90     | Elaine Thompsonová 10,98         |
| Běh na 400 m          | Shaunae Millerová-Uiboová 49,52 | Phyllis Francisová 50,81     | Shakima Wimbleyová 50,84         |
| Běh na 800 m          | Caster Semenyaová 1:55,92       | Ajee Wilsonová 1:56,86       | Francine Niyonsabaová 1:56,88    |
| Běh na 1500 m         | Shelby Houlihanová 3:59,06      | Laura Muirová 3:59,30        | Jennifer Simpsonová 3:59,37      |
| Běh na 5000 m         | Genzebe Dibabaová 14:26,89      | Letesenbet Gideyová 14:30,29 | Hellen Onsando Obiriová 14:35,03 |
| Běh na 400 m překážek | Janieve Russellová 54,06        | Dalilah Muhammadová 54,09    | Georganne Molineová 54,33        |